# Monodictys capensis
Monodictys capensis är en lavart som beskrevs av R.C. Sinclair, Boshoff & Eicker 1996. Monodictys capensis ingår i släktet Monodictys, klassen Dothideomycetes, divisionen sporsäcksvampar och riket svampar.   Inga underarter finns listade i Catalogue of Life.